# PipeChina
China Oil & Gas Pipeline Network Corporation или PipeChina («Китайская корпорация нефтегазовой трубопроводной сети») — китайский государственный оператор трубопроводного транспорта, специализируется на эксплуатации и управлении сетями газопроводов, нефтепроводов и продуктопроводов, газовых и нефтяных терминалов и хранилищ. Также PipeChina привлекает инвестиции в трубопроводный сектор Китая и контролирует строительство новых трубопроводов.  

## История
Компания PipeChina основана 9 декабря 2019 года в результате объединения трубопроводных активов государственных компаний CNPC, Sinopec и CNOOC. Летом 2020 года сети газопроводов, трубопроводов сырой нефти и нефтепродуктов, СПГ-терминалы, хранилища нефти и газа были переведены из-под контроля этих компаний в подчинение PipeChina, а взамен нефтегазовые компании получили пакеты акций PipeChina и денежные средства.
Советниками при передаче трубопроводных активов и СПГ-терминалов выступили американские инвестиционные банки Morgan Stanley и Goldman Sachs. Общая стоимость активов, влитых в PipeChina, составила 391,4 млрд юаней (55,9 млрд долл.).
30 сентября 2020 года PipeChina официально приступила к работе. По состоянию на осень 2020 года в её состав входили девять СПГ-терминалов, три подземных газовых хранилища, 50 тыс. км газопроводов общей пропускной способностью 240 млрд кубометров в год и доли в региональных газовых сетях.
По итогам 2021 года общая протяженность магистральных газопроводов Китая достигла 116 тысяч км.

## Основные активы

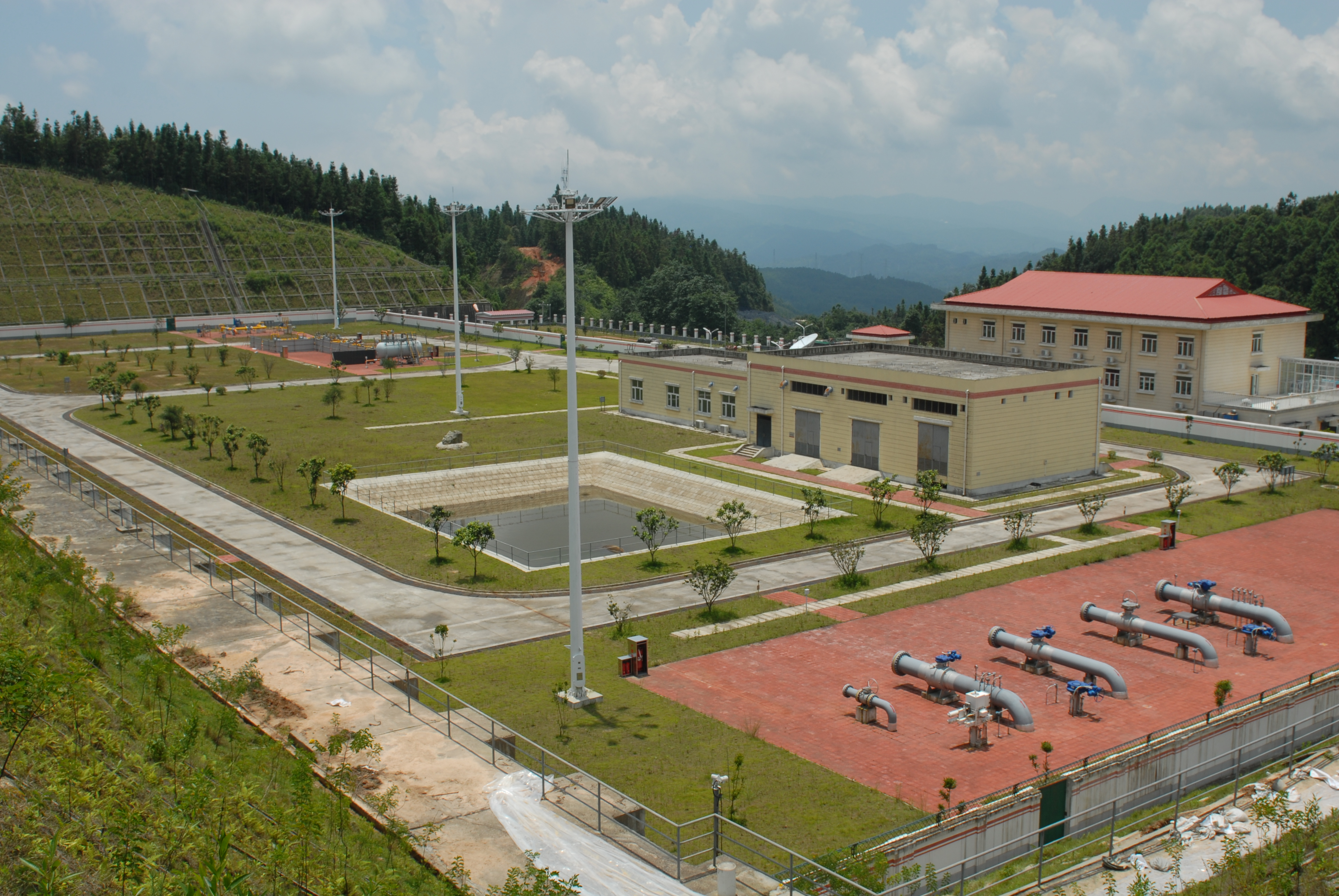
Насосная станция газопровода Мьянма — Китай

### Газопроводы
- Газопровод Запад — Восток I (Тарим — Шанхай).
- Газопровод Запад — Восток II (Хоргос — Гуанчжоу; китайское продолжение газопровода Туркменистан — Казахстан — Китай)[9][10].
- Газопровод Запад — Восток III (Хоргос — Фучжоу; китайское продолжение газопровода Туркменистан — Казахстан — Китай)[11][12].
- Газопровод Запад — Восток IV (Уця — Чжунвэй)[13].
- Газопровод Хэйхэ — Шанхай (китайское продолжение газопровода «Сила Сибири»)[14][15][16].
- Газопровод Мьянма — Китай (Чаупхью — Куньмин).
- Газопровод Сычуань — Шанхай.
- Газопровод Чжунсянь — Ухань.
- Газопровод Шэньси — Пекин.
- Газопровод Ордос — Аньпин — Цанчжоу.
- Газопровод Циндао — Нанкин.
- Газопровод Цяньцзян — Шаогуань.
- Газопровод Юйлинь — Цзинань[17][18].
- Газопровод Тяньцзинь — Сюнъань[19][20][21].

### СПГ-терминалы
- СПГ-терминалы и газовые хранилища в портах Далянь, Тяньцзинь, Лункоу, Наньтун, Яншань, Чжанчжоу, Цзеян, Шэньчжэнь, Тешаньган, Фанчэнган и Даньчжоу[22][23][24].

### Нефтепроводы
- Нефтепровод Казахстан — Китай.
- Нефтепровод Мьянма — Китай.
- Нефтепровод Урумчи — Ланьчжоу.
- Нефтепровод Ланьчжоу — Чэнду.
- Нефтепродуктопровод Ланьчжоу — Чэнду — Чунцин.
- Нефтепродуктопровод Ланьчжоу — Чжэнчжоу — Чанша.

## Дочерние компании
- PipeChina West Pipeline Company[25][26]